# Saison 2020-2021 des Devils du New Jersey
Autres saisons
Saison précédente Saison suivante
La saison 2020-2021 des Devils du New Jersey est la 47e saison de hockey sur glace jouée par la franchise dans la Ligue nationale de hockey. Cette saison est particulière, à cause de la pandémie de la Covid-19, débute en janvier et se dispute sur un calendrier condensé de 56 matchs.

## Avant-saison

### Contexte
La reconstruction amorcée depuis 2012 suit son cours. Elle prend du temps à la suite de quelques mauvaises décision, mais l’équipe commence à cumuler plusieurs bons espoirs et comptant sur seize joueurs réguliers âgés de vingt-cinq ans ou moins, l’avenir semble prometteur pour les Devils. Après, en comptant sur un effectif aussi jeune, il va falloir leur laisser acquérir encore de l’expérience avant qu’ils puissent prétendre à une place en Séries éliminatoires.

### Mouvements d’effectifs

#### Transactions
| Date            | Acquisition des Devils | Partenaire d'échange     | Acquisition du partenaire                                         |
| --------------- | --- | ------------------------ | ----------------------------------------------------------------- |
| 8 octobre 2020  | Ryan Murray | Blue Jackets de Columbus | un choix de cinquième tour au Repêchage de 2021                   |
| 10 octobre 2020 | Andreas Johnsson | Maple Leafs de Toronto   | Joey Anderson                                                     |
| 7 avril 2021    | Anthony-John Greer, Mason Jobst, un choix de premier tour au Repêchage de 2021 et un choix conditionnel de troisième tour au Repêchage de 2022 ou au Repêchage de 2023 | Islanders de New York    | Travis Zajac et Kyle Palmieri                                     |
| 11 avril 2021   | Jonas Siegenthaler | Capitals de Washington   | un choix de troisième tour au Repêchage de 2021                   |
| 12 avril 2021   | un choix conditionnel de troisième tour au Repêchage de 2022 | Oilers d'Edmonton        | Dmitri Koulikov                                                   |
| 16 juillet 2021 | Ryan Graves | Avalanche du Colorado    | Mikhaïl Maltsev et un choix de deuxième tour au Repêchage de 2021 |

#### Signatures d'agent libre
| Joueur            | Date             | Ancienne franchise          | Durée du contrat |
| ----------------- | ---------------- | --------------------------- | ---------------- |
| Corey Crawford    | 10 octobre 2020  | Blackhawks de Chicago       | 2 ans            |
| Scott Wedgewood   | 11 octobre 2020  | Lightning de Tampa Bay      | 1 an             |
| Dmitri Koulikov   | 22 octobre 2020  | Jets de Winnipeg            | 1 an             |
| Dawson Mercer     | 24 décembre 2020 | Saguenéens de Chicoutimi    | 3 ans            |
| Sami Vatanen      | 7 janvier 2021   | Hurricanes de la Caroline   | 1 an             |
| Graeme Clarke     | 5 mars 2021      | Devils de Binghamton        | 3 ans            |
| Michael Vukojevic | 19 mars 2021     | Devils de Binghamton        | 3 ans            |
| Tyce Thompson     | 24 mars 2021     | Friars de Providence        | 2 ans            |
| Aarne Talvitie    | 25 mars 2021     | Nittany Lions de Penn State | 2 ans            |
| Alexander Holtz   | 19 avril 2021    | Djurgårdens Hockey          | 3 ans            |
| Nicolas Daws      | 5 mai 2021       | ERC Ingolstadt              | 3 ans            |
| Akira Schmid      | 17 mai 2021      | Musketeers de Sioux City    | 3 ans            |

#### Départs d'agent libre
| Joueur           | Date            | Franchise suivante    |
| ---------------- | --------------- | --------------------- |
| Kevin Rooney     | 9 octobre 2020  | Rangers de New York   |
| Dakota Mermis    | 9 octobre 2020  | Wild du Minnesota     |
| John Hayden      | 9 octobre 2020  | Coyotes de l'Arizona  |
| Brandon Baddock  | 9 octobre 2020  | Canadiens de Montréal |
| Fredrik Claesson | 11 janvier 2021 | Sharks de San José    |

#### Prolongations de contrat
| Joueur              | Date              | Durée du contrat |
| ------------------- | ----------------- | ---------------- |
| Brett Seney         | 30 septembre 2020 | 1 an             |
| Ben Street          | 30 septembre 2020 | 1 an             |
| Joshua Jacobs       | 30 septembre 2020 | 1 an             |
| Nicholas Merkley    | 21 octobre 2020   | 1 an             |
| Colton White        | 29 octobre 2020   | 1 an             |
| Mackenzie Blackwood | 23 décembre 2020  | 3 ans            |
| Jesper Bratt        | 10 janvier 2021   | 2 ans            |
| Nathan Bastian      | 15 juin 2021      | 2 ans            |
| Scott Wedgewood     | 6 juillet 2021    | 1 an             |
| Jonas Siegenthaler  | 9 juillet 2021    | 2 ans            |
| Colton White        | 14 juillet 2021   | 1 an             |
| Michael McLeod      | 15 juillet 2021   | 2 ans            |

#### Résiliations de contrat
| Joueur         | Date           |
| -------------- | -------------- |
| Cory Schneider | 9 octobre 2020 |
| Nikita Goussev | 10 avril 2021  |

#### Réclamé au ballotage
| Joueur      | Date            | Ancienne franchise     |
| ----------- | --------------- | ---------------------- |
| Eric Comrie | 12 janvier 2021 | Jets de Winnipeg       |
| Aaron Dell  | 18 janvier 2021 | Maple Leafs de Toronto |

#### Départ au ballotage
| Joueur       | Date            | Franchise suivante |
| ------------ | --------------- | ------------------ |
| Eric Comrie  | 18 février 2021 | Jets de Winnipeg   |
| Sami Vatanen | 12 avril 2021   | Stars de Dallas    |

#### Retrait de la compétition
| Joueur         | Date           |
| -------------- | -------------- |
| Corey Crawford | 9 janvier 2021 |

### Joueurs repêchés
Les Devils possèdent le 7e choix, le 18e choix et le 20e choix lors du repêchage de 2020 se déroulant virtuellement. Ils sélectionnent au premier tour Alexander Holtz, ailier droit du Djurgårdens Hockey de la SHL, Dawson Mercer, centre des Saguenéens de Chicoutimi de la Ligue de hockey junior majeur du Québec et Chakir Moukhamadoulline, défenseur du Salavat Ioulaïev Oufa de la Ligue continentale de hockey. La liste des joueurs repêchés en 2020 par les est la suivante :
| Tour | Choix | Nom                     | Poste          | Nationalité        | Équipe précédente                      |
| ---- | ----- | ----------------------- | -------------- | ------------------ | -------------------------------------- |
| 1    | 7     | Alexander Holtz         | Ailier droit   | Suède              | Djurgårdens Hockey (SHL)               |
| 1    | 18    | Dawson Mercer           | Centre         | Canada             | Saguenéens de Chicoutimi (LHJMQ)       |
| 1    | 20    | Chakir Moukhamadoulline | Défenseur      | Russie             | Salavat Ioulaïev Oufa (KHL)            |
| 2    | 41    | Noel Gunler             | Ailier droit   | Suède              | Luleå HF (SHL)                         |
| 3    | 84    | Nicolas Daws            | Gardien de but | Canada             | Storm de Guelph (LHO)                  |
| 4    | 99    | Jaromír Pytlík          | Centre         | République tchèque | Greyhounds de Sault-Sainte-Marie (LHO) |
| 4    | 120   | Ethan Edwards           | Défenseur      | Canada             | Saints de Spruce Grove (LHJA)          |
| 5    | 130   | Artem Shlaine           | Centre         | Canada             | Shattuck-Saint Mary's (USHS-Prep)      |
| 6    | 161   | Benjamin Baumgartner    | Centre         | Autriche           | HC Davos (SWHL)                        |

Les Devils ont également cédé trois de leurs choix d'origine :
- le 37e, un choix de deuxième tour aux Predators de Nashville le 22 juin 2019 en compagnie de Steven Santini Jeremy Davies et d'un choix de deuxième tour en 2019, en retour de Pernell Karl Subban[47].
- le 68e, un choix de troisième tour aux Golden Knights de Vegas le 29 juillet 2019 en compagnie d'un choix de deuxième tour en 2021, en retour de Nikita Goussev[48].
- le 192e, un choix de septième tour acquis par les Coyotes de l'Arizona lors d'un échange le 7 octobre 2020 en retour d’un choix de septième tour en 2021[49].

## Composition de l'équipe
L'équipe 2020-2021 des Devils est entraînée au départ par Lindy Ruff, assisté de Rick Kowalsky, Alain Nasreddine, Mark Recchi, Dave Rogalski et Chris Taylor ; le directeur général de la franchise est  Thomas Fitzgerald.
Les joueurs utilisés depuis le début de la saison sont inscrits dans le tableau ci-dessous. Les buts des séances de tir de fusillade ne sont pas comptés dans ces statistiques. Certains des joueurs ont également joué des matchs avec l'équipe associée aux Devils : les Devils de Binghamton, franchise de la Ligue américaine de hockey.
En raison de la pandémie, la ligue met en place un encadrement élargis appelé Taxi-squad. Il s'agit de joueurs se tenant à disposition avec l'équipe prêt à remplacer un joueur qui serait tester positif à la COVID-19. Dix parmi eux n'ont disputé aucune rencontre avec les Devils, il s'agit d’ Evan Cormier, de Jérémy Groleau. De Joshua Jacobs, de Nikita Okhotiuk, de David Quenneville, de Nathan Schnarr, de Brett Seney, de Gilles Senn, de Ben Street et de Fabian Zetterlund
| No | Nationalité | Joueur              | PJ | V  | D  | DP | Min   | BC  | BL | Moy  | %Arr | A | Pun | Commentaire |
| -- | ----------- | ------------------- | -- | -- | -- | -- | ----- | --- | -- | ---- | ---- | - | --- | ----------- |
| 1  | Canada      | Eric Comrie         | 1  | 1  | 0  | 0  | 60    | 3   | 0  | 3,00 | 90,9 | 0 | 0   |             |
| 29 | Canada      | Mackenzie Blackwood | 35 | 14 | 17 | 4  | 2 091 | 106 | 1  | 3,04 | 90,2 | 0 | 0   |             |
| 41 | Canada      | Scott Wedgewood     | 16 | 3  | 8  | 3  | 888   | 46  | 2  | 3,11 | 90,0 | 0 | 0   |             |
| 47 | Canada      | Aaron Dell          | 7  | 1  | 5  | 0  | 319   | 22  | 0  | 4,14 | 85,7 | 0 | 0   |             |

| No | Nationalité | Joueur              | PJ | B | A  | Pts | Pun | Commentaire                                          |
| -- | ----------- | ------------------- | -- | - | -- | --- | --- | ---------------------------------------------------- |
| 2  | Canada      | Colton White        | 2  | 0 | 0  | 0   | 0   |                                                      |
| 5  | États-Unis  | Connor Carrick      | 11 | 1 | 1  | 2   | 5   |                                                      |
| 7  | États-Unis  | Matt Tennyson       | 21 | 1 | 2  | 3   | 2   |                                                      |
| 8  | États-Unis  | Will Butcher        | 23 | 1 | 10 | 11  | 2   |                                                      |
| 22 | Canada      | Ryan Murray         | 48 | 0 | 14 | 14  | 8   |                                                      |
| 24 | Canada      | Ty Smith            | 48 | 2 | 21 | 23  | 22  |                                                      |
| 28 | Canada      | Damon Severson      | 56 | 3 | 18 | 21  | 29  | assistant capitaine                                  |
| 45 | Finlande    | Sami Vatanen        | 30 | 2 | 4  | 6   | 18  | A fini la saison avec les Stars de Dallas            |
| 70 | Russie      | Dmitri Koulikov     | 38 | 0 | 2  | 2   | 26  | A fini la saison avec les Oilers d'Edmonton          |
| 71 | Suisse      | Jonas Siegenthaler  | 8  | 0 | 0  | 0   | 2   | A commencé la saison avec les Capitals de Washington |
| 76 | Canada      | Pernell Karl Subban | 44 | 5 | 14 | 19  | 26  |                                                      |
| 88 | Canada      | Kevin Bahl          | 7  | 0 | 2  | 2   | 0   |                                                      |

| No | Nationalité        | Joueur              | Poste | PJ | B  | A  | Pts | Pun | Commentaire                                                           |
| -- | ------------------ | ------------------- | ----- | -- | -- | -- | --- | --- | --------------------------------------------------------------------- |
| 11 | Suède              | Andreas Johnsson    | AG    | 50 | 5  | 6  | 11  | 12  |                                                                       |
| 12 | Canada             | Tyce Thompson       | AD    | 7  | 0  | 1  | 1   | 0   |                                                                       |
| 13 | Suisse             | Nico Hischier       | C     | 21 | 6  | 5  | 11  | 4   | capitaine de l'équipe                                                 |
| 14 | Canada             | Nathan Bastian      | AD    | 41 | 3  | 7  | 10  | 21  |                                                                       |
| 17 | Biélorussie        | Iahor Charanhovitch | C     | 54 | 16 | 14 | 30  | 4   |                                                                       |
| 19 | Canada             | Travis Zajac        | C     | 33 | 7  | 11 | 18  | 6   | assistant capitaine · A fini la saison avec les Islanders de New York |
| 20 | Canada             | Michael McLeod      | C     | 52 | 9  | 6  | 15  | 42  |                                                                       |
| 21 | États-Unis         | Kyle Palmieri       | AD    | 34 | 8  | 9  | 17  | 18  | assistant capitaine · A fini la saison avec les Islanders de New York |
| 23 | Russie             | Mikhaïl Maltsev     | AG    | 33 | 6  | 3  | 9   | 4   |                                                                       |
| 25 | États-Unis         | Nolan Foote         | AG    | 6  | 1  | 1  | 2   | 0   |                                                                       |
| 37 | République tchèque | Pavel Zacha         | C     | 50 | 17 | 18 | 35  | 10  |                                                                       |
| 39 | Canada             | Nicholas Merkley    | AD    | 27 | 2  | 8  | 10  | 7   |                                                                       |
| 42 | Canada             | Anthony-John Greer  | AG    | 1  | 0  | 0  | 0   | 7   |                                                                       |
| 44 | États-Unis         | Miles Wood          | AG    | 55 | 17 | 8  | 25  | 29  | assistant capitaine                                                   |
| 59 | Finlande           | Janne Kuokkanen     | AG    | 50 | 8  | 17 | 25  | 14  |                                                                       |
| 63 | Suède              | Jesper Bratt        | AG    | 46 | 7  | 23 | 30  | 8   |                                                                       |
| 67 | Slovaquie          | Marián Studenič     | AD    | 8  | 1  | 1  | 2   | 4   |                                                                       |
| 86 | États-Unis         | Jack Hughes         | C     | 56 | 11 | 20 | 31  | 16  |                                                                       |
| 90 | Suède              | Jesper Boqvist      | C     | 28 | 4  | 3  | 7   | 2   |                                                                       |
| 97 | Russie             | Nikita Goussev      | AG    | 20 | 2  | 3  | 5   | 0   | A fini la saison avec les Panthers de la Floride                      |

## Saison régulière

### Match après match
Cette section présente les résultats de la saison régulière qui s'est déroulée du 13 janvier au 12 mai. Le calendrier de cette dernière est annoncé par la ligue le 23 décembre 2020.
Nota : les résultats sont indiqués dans la boîte déroulante ci-dessous afin de ne pas surcharger l'affichage de la page. La colonne « Fiche » indique à chaque match le parcours de l'équipe au niveau des victoires, défaites et défaites en prolongation ou lors de la séance de tir de fusillade (dans l'ordre). La colonne « Pts » indique les points récoltés par l'équipe au cours de la saison. Une victoire rapporte deux points et une défaite en prolongation, un seul.
| No | Date       | Adversaire | Lieu         | Score    | Buteur(s) des Hurricanes | Fiche   | Pts | Gardien de but | Patinoire                         | Résumé     |
| -- | ---------- | ---------- | ------------ | -------- | --- | ------- | --- | -------------- | --------------------------------- | ---------- |
| 1  | 14 janvier | Bruins     | Newark       | 3-2 (TF) | Wood (Hughes) · Smith (Tennyson - Hughes) · TF : Gusev - Boqvist - Hughes                                                                                 | 0-0-1   | 1   | Blackwood      | Prudential Center                 | [ fdm 1 ]  |
| 2  | 16 janvier | Bruins     | Newark       | 1-2 (P)  | Wood (Smith - Hughes) Sharangovich (Severson - Palmieri)                                                                                                  | 1-0-1   | 3   | Blackwood      | Prudential Center                 | [ fdm 2 ]  |
| 3  | 19 janvier | Rangers    | New York     | 4-3      | Zajac (Wood - Subban) Hughes (Smith - Sharangovich) Hughes Wood (Hughes - Palmieri)                                                                       | 2-0-1   | 5   | Blackwood      | Madison Square Garden             | [ fdm 3 ]  |
| 4  | 21 janvier | Islanders  | Uniondale    | 1-4      | Bastian (Smith) | 2-1-1   | 5   | Wedgewood      | Nassau Veterans Memorial Coliseum | [ fdm 4 ]  |
| 5  | 24 janvier | Islanders  | Newark       | 0-2      | Hughes (Smith - Palmieri) Zacha (Gusev - Smith) | 3-1-1   | 7   | Wedgewood      | Prudential Center                 | [ fdm 5 ]  |
| 6  | 26 janvier | Flyers     | Newark       | 5-3      | McLeod (Wood - Bastian) Zajac (Johnsson - Kuokkanen) Zacha (Merkley - Kulikov)                                                                            | 3-2-1   | 7   | Wedgewood      | Prudential Center                 | [ fdm 6 ]  |
| 7  | 28 janvier | Flyers     | Newark       | 3-1      | Severson (Murray) | 3-3-1   | 7   | Wedgewood      | Prudential Center                 | [ fdm 7 ]  |
| 8  | 30 janvier | Sabres     | Buffalo      | 3-4 (TF) | Smith (Subban - Zacha) · Johnsson (Hughes - Severson) · Kuokkanen (McLeod - Bastian) · TF : Bratt - Gusev - Palmieri                                      | 3-3-2   | 8   | Wedgewood      | KeyBank Center                    | [ fdm 8 ]  |
| 9  | 31 janvier | Sabres     | Buffalo      | 5-3      | McLeod (Subban - Murray) Johnsson (Bratt - Smith) Wood (Kuokkanen) McLeod (Wood - Bastian) Wood (Zacha - Severson)                                        | 4-3-2   | 10  | Comrie         | KeyBank Center                    | [ fdm 9 ]  |
| 10 | 16 février | Rangers    | New York     | 5-2      | Zacha (Severson - Kuokkanen) Butcher (Merkley - Kuokkanen) Sharangovich (Subban - Bratt) Merkley (Kuokkanen) Maltsev (Palmieri)                           | 5-3-2   | 12  | Blackwood      | Madison Square Garden             | [ fdm 10 ] |
| 11 | 18 février | Bruins     | Boston       | 3-2      | Palmieri (Hugues) Palmieri (Severson - Bratt) Zacha (Johnsson - Butcher)                                                                                  | 6-3-2   | 14  | Blackwood      | TD Garden                         | [ fdm 11 ] |
| 12 | 20 février | Sabres     | Newark       | 3-2      | Palmieri (Hughes - Butcher) Subban (Zacha - Bratt) | 6-4-2   | 14  | Blackwood      | Prudential Center                 | [ fdm 12 ] |
| 13 | 21 février | Capitals   | Washington   | 3-4      | Johnsson (Palmieri - Zacha) Hughes (Johnsson - Palmieri) Gusev (Severson)                                                                                 | 6-5-2   | 14  | Dell           | Capital One Arena                 | [ fdm 13 ] |
| 14 | 23 février | Sabres     | Newark       | 4-1      | Gusev (Subban - Zacha) | 6-6-2   | 14  | Blackwood      | Prudential Center                 | [ fdm 14 ] |
| 15 | 25 février | Sabres     | Buffalo      | 4-3 (P)  | Bratt (Zacha) Wood (Gusev - Smith) Hischier (Zacha) Zacha (Bratt - Smith)                                                                                 | 7-6-2   | 16  | Blackwood      | KeyBank Center                    | [ fdm 15 ] |
| 16 | 27 février | Capitals   | Newark       | 5-2      | Hischier (Subban - Hughes) Zacha (Hischier - Smith) | 7-7-2   | 16  | Blackwood      | Prudential Center                 | [ fdm 16 ] |
| 17 | 28 février | Capitals   | Newark       | 3-2      | Maltsev (Subban - Zacha) Sharangovich (Wood - Zajac) | 7-8-2   | 16  | Blackwood      | Prudential Center                 | [ fdm 17 ] |
| 18 | 02 mars    | Islanders  | Newark       | 2-1      | Wood (Sharangovich - Gusev) | 7-9-2   | 16  | Dell           | Prudential Center                 | [ fdm 18 ] |
| 19 | 04 mars    | Rangers    | Newark       | 6-1      | Hughes (Vatanen) | 7-10-2  | 16  | Blackwood      | Prudential Center                 | [ fdm 19 ] |
| 20 | 06 mars    | Rangers    | Newark       | 6-3      | Subban (Zacha - Bratt) Maltsev (Bastian - Sharangovich) Bastian (Zajac - Bratt)                                                                           | 7-11-2  | 16  | Blackwood      | Prudential Center                 | [ fdm 20 ] |
| 21 | 07 mars    | Bruins     | Boston       | 1-0      | | 8-11-2  | 18  | Wedgewood      | TD Garden                         | [ fdm 21 ] |
| 22 | 09 mars    | Capitals   | Washington   | 4-5 (P)  | Kuokkanen (Zajac) Wood (Bratt - Murray) Sharangovich (Kuokkanen - Zajac) Severson (Smith - Zajac)                                                         | 8-11-3  | 19  | Wedgewood      | Capital One Arena                 | [ fdm 22 ] |
| 23 | 11 mars    | Islanders  | Uniondale    | 3-5      | Kuokkanen (Subban - Zajac) Maltsev (Vatanen - McLeod) Hughes (Johnsson - Bratt)                                                                           | 8-12-3  | 19  | Blackwood      | Nassau Veterans Memorial Coliseum | [ fdm 23 ] |
| 24 | 13 juin    | Islanders  | Newark       | 3-2      | Zacha (Smith - Palmieri) Kuokkanen (Sharangovich - Zajac)                                                                                                 | 8-13-3  | 19  | Blackwood      | Prudential Center                 | [ fdm 24 ] |
| 25 | 14 mars    | Islanders  | Newark       | 3-2 (TF) | Kuokkanen (Palmieri - Severson) · Sharangovich (Subban - Kulikov) · TF : Gusev - Bratt - Zacha - Hughes                                                   | 8-13-4  | 20  | Wedgewood      | Prudential Center                 | [ fdm 25 ] |
| 26 | 16 mars    | Sabres     | Newark       | 2-3      | Sharangovich (Severson - Zajac) Vatanen (Kuokkanen - Murray) Wood (Bratt - Subban)                                                                        | 9-13-4  | 22  | Blackwood      | Prudential Center                 | [ fdm 26 ] |
| 27 | 18 mars    | Penguins   | Newark       | 2-3      | Hughes (Smith - Palmieri) Subban (Bratt - Hughes) Zajac (Severson)                                                                                        | 10-13-4 | 24  | Wedgewood      | Prudential Center                 | [ fdm 27 ] |
| 28 | 20 mars    | Penguins   | Newark       | 3-1      | Palmieri (Vatanen - Bratt) | 10-14-4 | 24  | Wedgewood      | Prudential Center                 | [ fdm 28 ] |
| 29 | 21 mars    | Penguins   | Pittsburgh   | 2-1 (P)  | Vatanen (Kuokkanen - Zajac) Bratt (Zacha - Smith) | 11-14-4 | 26  | Blackwood      | PPG Paints Arena                  | [ fdm 29 ] |
| 30 | 23 mars    | Flyers     | Philadelphie | 4-3      | McLeod (Smith - Johnsson) Palmieri (Bratt - Kuokkanen) Sharangovich (Zajac - Kuokkanen) Zajac (Smith - Sharangovich)                                      | 12-14-4 | 28  | Blackwood      | Wells Fargo Center                | [ fdm 30 ] |
| 31 | 25 mars    | Capitals   | Washington   | 3-4      | Merkley Wood (Kuokkanen - Severson) Bratt (Smith - Zacha)                                                                                                 | 12-15-4 | 28  | Blackwood      | Capital One Arena                 | [ fdm 31 ] |
| 32 | 26 mars    | Capitals   | Washington   | 0-4      | | 12-16-4 | 28  | Wedgewood      | Capital One Arena                 | [ fdm 32 ] |
| 33 | 28 mars    | Bruins     | Boston       | 1-0      | Palmieri (Smith - Bratt) | 13-16-4 | 30  | Blackwood      | TD Garden                         | [ fdm 33 ] |
| 34 | 30 mars    | Bruins     | Boston       | 4-5 (TF) | Wood (Subban) · McLeod (Boqvist - Murray) · Zajac (Bratt - Murray) · Palmieri · TF : Zacha - Palmieri                                                     | 13-16-5 | 31  | Blackwood      | TD Garden                         | [ fdm 34 ] |
| 35 | 02 avril   | Capitals   | Newark       | 2-1 (P)  | McLeod (Boqvist - Murray) | 13-16-6 | 32  | Blackwood      | Prudential Center                 | [ fdm 35 ] |
| 36 | 04 avril   | Capitals   | Newark       | 5-4      | Zajac (Merkley - Murray) Sharongovich (Murray - Hughes) Bratt (Zacha) Zajac (Merkley - Murray)                                                            | 13-17-6 | 32  | Blackwood      | Prudential Center                 | [ fdm 36 ] |
| 37 | 06 avril   | Sabres     | Newark       | 5-3      | Severson (Thompson - Maltsev) Bratt (Zajac - Zacha) Zacha (Bratt - Wood)                                                                                  | 13-18-6 | 32  | Wedgewood      | Prudential Center                 | [ fdm 37 ] |
| 38 | 08 avril   | Sabres     | Buffalo      | 6-3      | Zacha (Smith - Bratt) Hughes (Kuokkanen - Sharangovich) Boqvist (McLeod) Sharangovich (Hughes - Kuokkanen) Kuokkanen (Sharangovich - Hughes)              | 14-18-6 | 34  | Dell           | KeyBank Center                    | [ fdm 38 ] |
| 39 | 09 avril   | Penguins   | Newark       | 6-4      | Wood (Bratt - Zacha) Hughes (Kuokkanen - Sharangovich) Boqvist Wood                                                                                       | 14-19-6 | 34  | Blackwood      | Prudential Center                 | [ fdm 39 ] |
| 40 | 11 avril   | Penguins   | Newark       | 5-2      | Wood (Vatanen - Bratt) Subban | 14-20-6 | 34  | Blackwood      | Prudential Center                 | [ fdm 40 ] |
| 41 | 13 avril   | Rangers    | Newark       | 3-0      | | 14-21-6 | 34  | Blackwood      | Prudential Center                 | [ fdm 41 ] |
| 42 | 15 avril   | Rangers    | New York     | 0-4      | | 14-22-6 | 34  | Blackwood      | Madison Square Garden             | [ fdm 42 ] |
| 43 | 17 avril   | Rangers    | New York     | 3-6      | McLeod (Bastian - Subban) Subban (Hughes - Sharangovich) Sharangovich (Hughes)                                                                            | 14-23-6 | 34  | Dell           | Madison Square Garden             | [ fdm 43 ] |
| 44 | 18 avril   | Rangers    | Newark       | 5-3      | Maltsev (Sharangovich - Subban) Studenic (Maltsev - Johnsson) Hishicer (Merkley - Foote)                                                                  | 14-24-6 | 34  | Blackwood      | Prudential Center                 | [ fdm 44 ] |
| 45 | 20 avril   | Penguins   | Pittsburgh   | 6-7      | Hischier (Merkley - Butcher) Sharangovich Bastian (Butcher - Wood) Hughes (Sharangovich - Kuokkanen) Foote (Merkley - Severson) Johnsson (Wood - Butcher) | 14-25-6 | 34  | Dell           | PPG Paints Arena                  | [ fdm 45 ] |
| 46 | 22 avril   | Penguins   | Pittsburgh   | 1-5      | Tennyson (Murray - Boqvist) | 14-26-6 | 34  | Dell           | PPG Paints Arena                  | [ fdm 46 ] |
| 47 | 24 avril   | Penguins   | Pittsburgh   | 2-4      | Hughes (Sharangovich - Butcher) Wood (Murray - Severson)                                                                                                  | 14-27-6 | 34  | Blackwood      | PPG Paints Arena                  | [ fdm 47 ] |
| 48 | 25 avril   | Flyers     | Philadelphie | 3-4 (TF) | McLeod (Bastian - Wood) · Wood (Bastian - Severson) · Zacha (Bratt - Hischier) · TF : Hughes - Sharangovich - Bratt - Boqvist - Zacha - Hischier          | 14-27-7 | 35  | Blackwood      | Wells Fargo Center                | [ fdm 48 ] |
| 49 | 27 avril   | Flyers     | Newark       | 4-6      | Hischier (Hughes - Zacha) Zacha (Hughes - Smith) Wood Carrick (Smith - McLeod) Sharangovich (Kuokkanen) Maltsev (McLeod - Carrick)                        | 15-27-7 | 37  | Blackwood      | Prudential Center                 | [ fdm 49 ] |
| 50 | 29 avril   | Flyers     | Newark       | 3-5      | Sharangovich (Butcher - Severson) Sharangovich (Severson - Kuokkanen) Boqvist (Merkley - Maltsev) Zacha (Butcher) Bratt (Zacha - Murray)                  | 16-27-7 | 39  | Blackwood      | Prudential Center                 | [ fdm 50 ] |
| 51 | 01 mai     | Flyers     | Philadelphie | 4-1      | Bratt (Zacha - Bahl) Kuokkanen (Hughes - Sharangovich) Hischier Sharangovich (Hughes)                                                                     | 17-27-7 | 41  | Blackwood      | Wells Fargo Center                | [ fdm 51 ] |
| 52 | 03 mai     | Bruins     | Newark       | 3-0      | | 17-28-7 | 41  | Wedgewood      | Prudential Center                 | [ fdm 52 ] |
| 53 | 04 mai     | Bruins     | Newark       | 3-4 (P)  | Zacha (Hughes - Hischier) Boqvist (Severson - Studenic) Sharangovich (Severson - Bahl) Zacha (Hughes - Butcher)                                           | 18-28-7 | 43  | Blackwood      | Prudential Center                 | [ fdm 53 ] |
| 54 | 06 mai     | Islanders  | Uniondale    | 2-1      | Zacha (Bratt - Hischier) McLeod (Severson - Murray) | 19-28-7 | 45  | Blackwood      | Nassau Veterans Memorial Coliseum | [ fdm 54 ] |
| 55 | 08 mai     | Islanders  | Uniondale    | 1-5      | Johnsson (Tennyson - McLeod) | 19-29-7 | 45  | Blackwood      | Nassau Veterans Memorial Coliseum | [ fdm 55 ] |
| 56 | 10 mai     | Flyers     | Philadelphie | 2-4      | Zacha (Hischier - Bratt) Kuokkanen (Butcher - Sharangovich)                                                                                               | 19-30-7 | 45  | Wedgewood      | Wells Fargo Center                | [ fdm 56 ] |

### Classement de l'équipe
L'équipe des Devils finit à la septième place de la division Est Mutual et se qualifient pour les Séries éliminatoires, Les Penguins de Pittsburgh sont sacrés champions de la division. Au niveau de la Ligue nationale de hockey, cela les place à la vingt-neuvième place, les premiers étant l'Avalanche du Colorado avec huitante-deux points.
| Clt   | Équipe                 | PJ | V  | D  | DP | BP  | BC  | Pts |
| ----- | ---------------------- | -- | -- | -- | -- | --- | --- | --- |
| +001, | Penguins de Pittsburgh | 56 | 37 | 16 | 3  | 196 | 156 | 77  |
| +002, | Capitals de Washington | 56 | 36 | 15 | 5  | 191 | 163 | 77  |
| +003, | Bruins de Boston       | 56 | 33 | 16 | 7  | 168 | 136 | 73  |
| +004, | Islanders de New York  | 56 | 32 | 17 | 7  | 156 | 128 | 71  |
| +005, | Rangers de New York    | 56 | 27 | 23 | 6  | 177 | 157 | 60  |
| +006, | Flyers de Philadelphie | 56 | 25 | 23 | 8  | 163 | 201 | 58  |
| +007, | Devils du New Jersey   | 56 | 19 | 30 | 7  | 145 | 194 | 45  |
| +008, | Sabres de Buffalo      | 56 | 15 | 34 | 7  | 138 | 199 | 37  |

- Vainqueur de division
- Équipe qualifiée pour les séries

Avec cent-quarante-cinq buts inscrits, les Devils possèdent la vingt-sixième attaque de la ligue, les meilleures étant l'Avalanche du Colorado avec cent-nonante-sept buts comptabilisés et les moins performants étant les Ducks d'Anaheim avec cent-vingt-six buts. Au niveau défensif, les Devils accordent cent-nonante-quatre buts, soit une vingt-huitième place pour la ligue, les Golden Knights de Vegas est l'équipe qui a concédé le moins de buts (cent-vingt-quatre) alors qu'au contraire, les Flyers de Philadelphie en accordent deux-cent-un buts.

### Meneurs de la saison
Miles Wood est le joueur des Devils qui a inscrit le plus de buts (dix-sept), le classant à la 70e position au niveau de la ligue. Ce classement est remporté par Auston Matthews des Maple Leafs de Toronto avec quarante et une réalisations.
Le joueur comptabilisant le plus d'aides chez les Devils est Jesper Bratt avec vingt-trois, ce qui le classe au 101e rang au niveau de la ligue. le meilleur étant Connor McDavid des Oilers d'Edmonton avec septante et une passes comptabilisées.
Pavel Zacha, obtenant un total de trente-cinq points est le joueur des Devils le mieux placé au classement par point, terminant à la 1701e place au niveau de la ligue. Connor McDavid en comptabilise cent-quatre pour remporter ce classement.
Au niveau des défenseurs, Ty Smith est le défenseur le plus prolifique de la saison avec un total de vingt-trois points, terminant à la 46e place au niveau de la ligue. Tyson Barrie des Oilers d'Edmonton est le défenseur comptabilisant le plus de points avec un total de quarante-huit.
Concernant les Gardien, Mackenzie Blackwood accorde cent-six buts en deux-mille-nonante et une minutes, pour un pourcentage d’arrêt de nonante, deux et Scott Wedgewood accorde quarante-six buts en huit-cent-huitante-huit minutes, pour un pourcentage d'arrêt de nonante. Jack Campbell est le gardien ayant accordé le moins de buts (quarante-trois) et Connor Hellebuyck le plus (cent-douze), Hellebuyck est également le gardien disputant le plus de minutes de jeu (deux-mille-six-cent-deux), Alexander Nedeljkovic est le gardien présentant le meilleur taux d’arrêts avec (nonante-trois, deux) et Carter Hart le pire (huitante-sept, sept.
À propos des recrues, Yegor Sharangovich comptabilise trente points, finissant à la 4e place au niveau de la ligue. Kirill Kaprizov du Wild du Minnesota est la recrue la plus prolifique avec un total de cinquante et un point.
Enfin, au niveau des pénalités, les Devils ont totalisé trois-cent-septante-six minutes de pénalité dont quarante-deux minutes pour Michael McLeod, ils sont la quatrième équipe la plus disciplinée de la saison. Le joueur le plus pénalisé de la ligue est Tom Wilson des Capitals de Washington avec nonante-six minutes et l'équipe la plus pénalisée est le Lightning de Tampa Bay.